# Val Tramontina
La Val Tramontina (o Val Meduna, Cjanâl di Tramonç in friulano) è una vallata delle Prealpi Carniche, nella ex provincia di Pordenone (Friuli-Venezia Giulia), disposta in direzione nord-sud, attraversata dal fiume Meduna.

## Descrizione

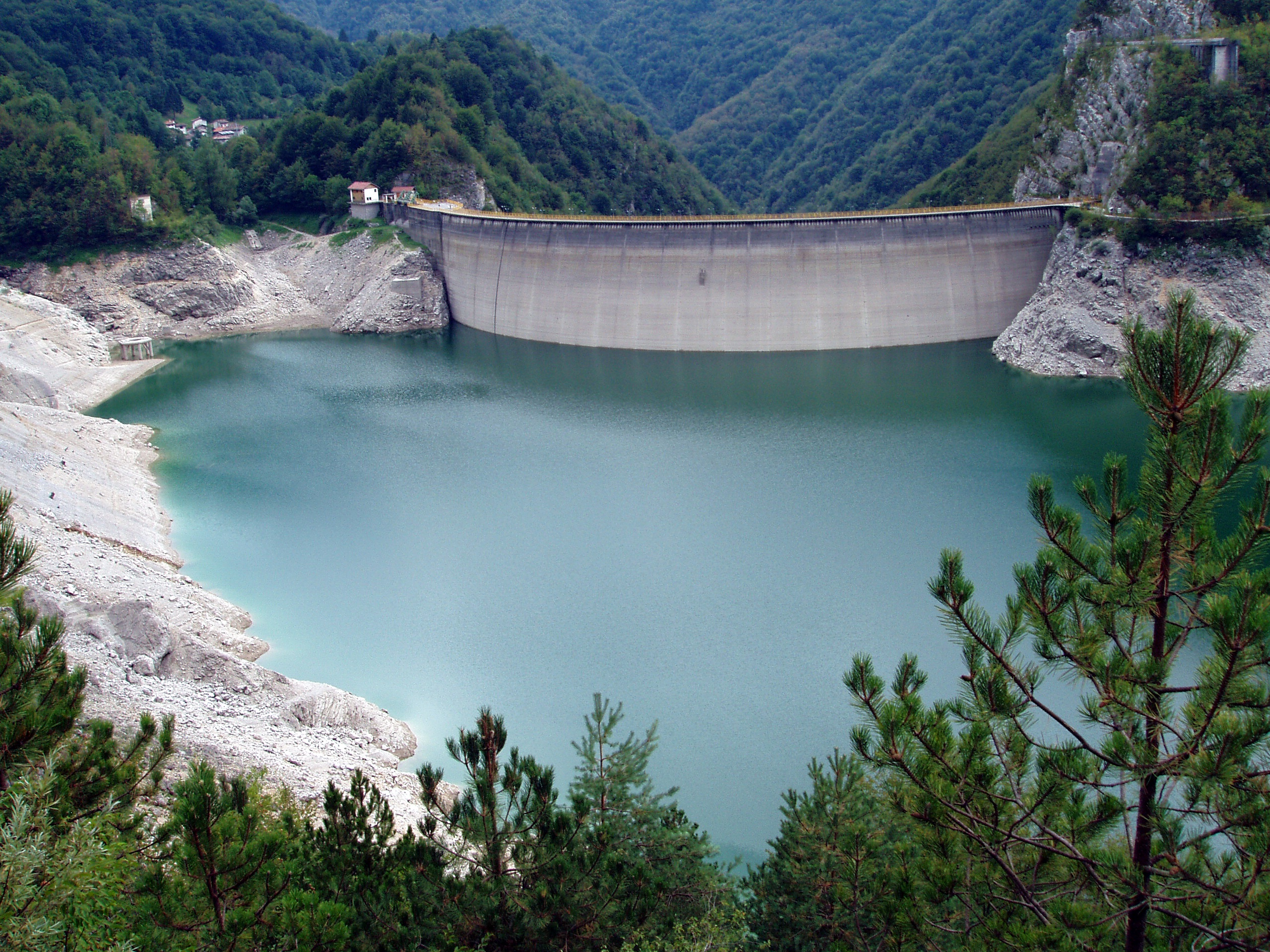
Lago di Cà Selva

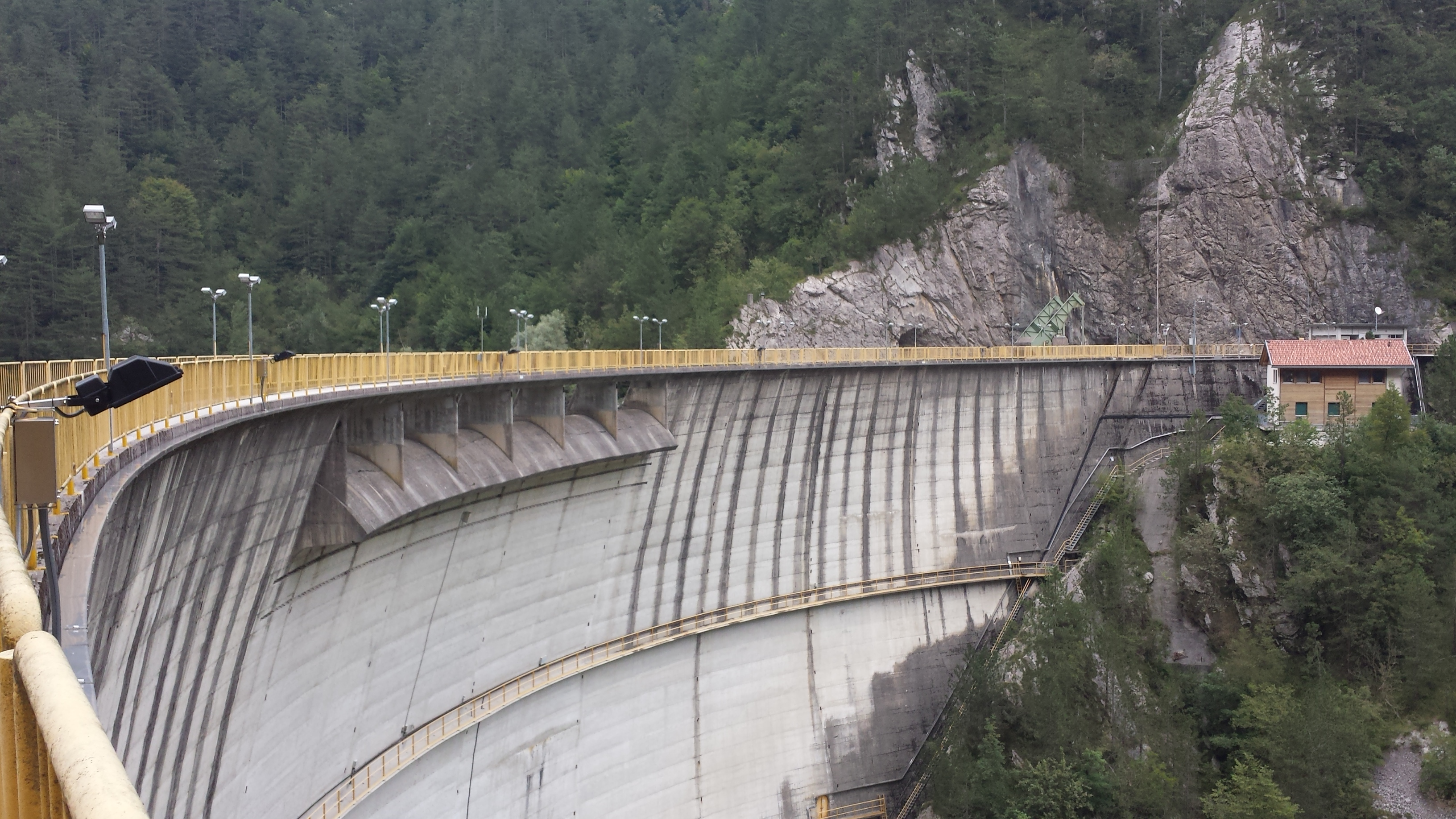
Diga del Lago di Cà Zul

Circondata dalle Prealpi Carniche (Catena Chiarescons-Cornaget-Resettum a ovest), la valle discende dalla Forcella di Monte Rest fino quasi alla pianura friulana, attraversata interamente dalla Strada statale 552 del Passo Rest, in essa si trovano i comuni di Tramonti di Sopra e Tramonti di Sotto, e, allo sbocco del fiume in pianura, quello di Meduno. Tra Meduno e Tramonti di Sotto si trova il lago artificiale dei Tramonti (o di Redona, dal nome della frazione affacciata sulle sue rive). Dalle sue acque, nei periodi in cui il livello del lago è più basso, emergono ancora oggi i suggestivi edifici in sasso delle vecchie borgate sommerse dalla creazione della diga sul torrente Meduna. L'alta Val Tramontina rientra nel territorio del Parco naturale delle Dolomiti Friulane, patrimonio UNESCO.

## Infrastrutture e trasporti
- Strada statale 552 del Passo Rest da Sequals a Passo Rest;
- Collegamenti diretti e quotidiani con pullman di linea da Udine, Pordenone, Spilimbergo e Maniago.

## Turismo
Le principali risorse turistiche della valle consistono nel patrimonio naturalistico e percorsi di escursionismo e ciclismo: vi sono numerosi percorsi ai laghi dei Tramonti (Redona, Cà Selva, Cà Zul o Ciul), a Meduno, a Campone, a Tramonti di Sotto, a Tramonti di Mezzo e a Tramonti di Sopra/Passo Rest.  I torrenti Chiarzo e Meduna sono balneabili nelle seguenti località:
- Sot Trivea loc. Cessa (Tramonti di Sopra),
- Lago dei Tramonti o di Redona (Tramonti di Sotto e Tramonti di Sopra),
- Sottoriva, campeggio Valtramontina (Tramonti di Sotto),
- Campone-Palcoda, torrente Chiarzo (Tramonti di Sotto),
- Navarons (Meduno).
- Paludana (Meduno)